# Семененко, Виктор Ефимович
Виктор Ефимович Семененко (1932—1998) — доктор биологических наук, профессор, заместитель директора Института физиологии растений имени К. А. Тимирязева, руководитель Отдела внутриклеточной регуляции и биотехнологии фотоавтотрофных биосинтезов.
Виктор Ефимович широко известен в России и за её пределами своим вкладом в проблему саморегуляции физиологических функций в растениях. Он заложил фундаментальные основы биотехнологии фотоавтотрофных биосинтезов как способа управления биосинтетическими потенциями растительной клетки посредством целенаправленных воздействий на их регуляторные системы.
Первая его студенческая научная статья «О влиянии светового голодания на состояние хлоропластов в листьях зеленых растений» , в которой молодой исследователь наблюдал распад и деление хлоропластов Selagenella опубликована ещё в 1952 г. Сразу по окончании Киевского университета В. Е. Семененко поступил в аспирантуру к профессору А. А. Ничипоровичу в Институт физиологии растений и навсегда связал свою неутомимую научную деятельность с именем этого института, сохраняя стойкий и глубокий интерес к проблемам физиологии и биохимии фотосинтеза. Работа и общение с А. А. Ничипоровичем, оказали сильное влияние на развитие общебиологических воззрений и становление личности Виктора Ефимовича. Кандидатская диссертация была посвящена изучению индукционных процессов фотосинтетического газообмена, где впервые обнаружено явление светозависимого выделения СО2, биохимическое изучение которого в различных лабораториях привело позже к открытию фотодыхания[2].
Сразу же после окончания аспирантуры в 1958 г. В. Е. Семененко возглавил в лаборатории фотосинтеза ИФР группу, которая решала проблемы применения одноклеточных фототрофных микроорганизмов в замкнутых биологических системах жизнеобеспечения. Организация этой группы, инициированная А. А. Ничипоровичем, была продиктована успешным началом освоения космоса в те годы и появлением новой отрасли знания — космическая биология.
Большие успехи в освоении космического пространства в конце 50-х и в 60-х годов теперь уже прошлого столетия порождали оптимизм и энтузиазм в научных кругах. Ещё до полета Гагарина в космос рассматривались перспективы длительных межпланетных путешествий, создания обитаемых инопланетных станций и орбитальных комплексов, одним из главных звеньев которых представлялись биологические системы жизнеобеспечения с использованием фотосинтезирующих организмов, в первую очередь — микроводорослей. В Институте физиологии растений АН СССР была создана специальная группа по исследованию микроводорослей, а, затем, лаборатория, которые возглавил В. Е. Семененко. Специфика систем жизнеобеспечения требовала изучения и решения целого ряда вопросов, что в течение 2-х десятилетий определяло направленность исследований лаборатории.
Прежде всего, были изучены жизнеспособность и уровень мутаций Chlorella в условиях космического полета, для чего уже 1958 году были проведены эксперименты на непилотируемых спутниках, показавшие отсутствие заметных изменений в физиологическом и популяционном состояниях водорослей в полетном эксперименте [3].
Не менее важным этапом явилось изучение совместимости зеленых одноклеточных водорослей и человека при их постоянном контакте. Этот вопрос решался в начале 60-х годов в совместных экспериментах с Институтом биофизики Медицинской АН. Длительное пребывание испытателей в изолированной гермокабине с подключенным к системе газообмена фотореактором с одноклеточными водорослями не оказывало влияния на состояние экипажа и не отражалось на микроводорослях[4-6].
Параллельно с этими работами проводился подбор наиболее перспективных для систем жизнеобеспечения форм одноклеточных водорослей, интенсификация их роста, разрабатывались различные типы закрытых фотобиореакторов. В результате в течение 1,5-месячного непрерывного эксперимента была получена продуктивность Chlorella 25-30 литров кислорода с 1 литра суспензии в сутки, были созданы плоскостные фотореакторы, фотореакторы с использованием эирлифтов, турбосорберов, с форсуночным распылением суспензии в освещаемом объёме, с распределением световой энергии в суспензии с помощью различных типов световодов. Разработанный в 1967 г. В. Е. Семененко фотореактор для интенсивного культивирования микроводорослей со светораспределением с помощью световодов до настоящего времени используется в Институте Медико-биологических проблем в экспериментах с пребыванием человека в герметически замкнутых объёмах [7].
Принципиальным условием, определявшим возможность применения биологической системы жизнеобеспечения, была высокая степень надежности и устойчивости водорослевого звена. Разработанная В. Е. Семененко и Л. Н. Цоглиным в 1967 г. теория автоселекционных процессов в популяциях микроводорослей, экспериментально проверенная в 69-72 гг., исключила вероятность ухудшения газообменных характеристик звена и показала возможность только улучшения фотосинтетических и продукционных показателей микроводорослей в процессе их длительного непрерывного культивирования [8,9]. Степень надежности биологического звена определяется, таким образом, уровнем конструктивных и технических решений.
Наряду с регенерацией атмосферы в задачи биологической системы жизнеобеспечения входит и обеспечение полноценного питания экипажа. При ограниченном числе составляющих биологического звена большое значение приобретает «подгонка» биохимического состава микроводорослей под рацион человека. Вопросы регулирования биохимической направленности фотосинтетического метаболизма клеток микроводорослей стали одним из основных направлений исследований В. Е. Семененко, вылившиеся впоследствии в предложенную им теорию эндогенной регуляции фотосинтеза [10]. Работы в этом направлении привели к подбору форм — продуцентов различного рода соединений и разработке методов управления биохимическим составом микроводорослей с помощью широкого спектра экстремальных воздействий на культуру [11,12]. Предложенный в 70-х годах метод двухфазного культивирования микроводорослей дал возможность вести процесс непрерывного получения биомассы с заданным химическим составом без снижения фотосинтетической активности микроводорослей [13,14].
На работах в области космической биологии была основана и современная биотехнология микроводорослей. Неоспоримая заслуга в этом принадлежит В. Е. Семененко. Широта научных интересов, свойственная Виктору Ефимовичу позволила ему выйти за рамки практической космонавтики и в 1971 г. группа была преобразована в лабораторию Молекулярных основ внутриклеточной регуляции, а затем и в Отдел внутриклеточной регуляции и биотехнологии фотоавтотрофных биосинтезов.
Фотосинтезирующие микроорганизмы все эти годы являлись основным объектом исследования В. Е. Семененко, что позволило ему не только стать признанным лидером в области экспериментальной и прикладной альгологии, но и внести большой вклад в изучение физиологии, биохимии, а в последние годы и генетики фотосинтеза. С одной стороны, микроводоросли явились прекрасной моделью для изучения принципов саморегуляции в силу чрезвычайно высокой пластичности их метаболизма. С другой стороны, изучение физиологических и биохимических основ пластичности метаболизма позволило найти возможности управления биосинтезом микроводорослей и заложить фундаментальные основы принципиально новой области биотехнологии — биотехнологии фотоавтотрофных биосинтезов [15,16]. С целью использования микроводорослей для фундаментальных и прикладных исследований под руководством Виктора Ефимовича в институте М. Г. Владимировой была создана коллекция (генофонда) микроводорослей IPPAS, которая входит в Международную ассоциацию коллекций и является в настоящее время одной из наиболее представительных европейских коллекций микроводорослей.
Исследования В. Е. Семененко, удачно сочетавшего глубокие теоретические исследования с прикладными разработками, отмечены в 1988 году Государственной премией СССР и получили широкое международное признание. Участие совместно с проф. X. Диловым в создании крупномасштабного производства биомассы в Болгарии, руководство рядом международных проектов и Европейской рабочей группой в области альгологии — далеко не полный перечень его вклада в прикладную биологическую науку [15,17].
Основные интересы Виктора Ефимовича, как он сам их формулировал, были направлены на изучение саморегулирования физиологических процессов и метаболизма растительных фотоавтотрофных клеток, а именно:
— на выяснение физиологических ответных реакций генетических систем растительной клетки,
— на выяснение молекулярной и клеточной организации механизмов эндогенной регуляции фотосинтеза,
— на изучение метаболизма и клеточных циклов развития фотоавтотрофных одноклеточных организмов.
На этом пути были сделаны самые весомые научные открытия и оставлен уникальный и яркий след в отечественной науке. В плеяде Российских ученых 20-го века, внесших заметный вклад в исследования первичных процессов фотосинтеза (В. Б. Евстигнеев, А. А. Красновский), структуры и биосинтеза хлорофилла (Т. Н. Годнев, А. А. Шлык), фотосинтетического углеродного метаболизма (А. Т. Мокроносов, Н. Г. Доман, Е. Н. Кондратьева, А. К. Романова), генома фотосинтетического аппарата (Н. М. Сисакян) и фотосинтетической продуктивности ценозов (А. А. Ничипорович), В. Е. Семененко занимает особое положение, посвятив свои работы изучению саморегулирования физиологических процессов и метаболизма растений.
В начале 70-х годов Виктор Ефимович обратился к старой проблеме физиологии растений о влиянии ассимилятов (или перекорма растений) на фотосинтез с целью её расшифровки на молекулярном уровне. Для исследования существования метаболитной авторегуляции фотосинтеза были поставлены три главных вопроса: 1) какова возможная природа этого метаболита-эффектора, 2) каков молекулярный механизм его действия в хлоропласте, 3) каков механизм сопряжения фото- и метаболитной регуляции.
Для поиска среди продуктов фотосинтеза метаболита, выполняющего регуляторную роль в клетке, был использован оригинальный подход — применение модифицированных молекул глюкозы, обладающих биологической полноценностью, но ограниченной метаболизацией. Таким критериям отвечала 2-дезокси-Д-глюкоза (2дДГ), с помощью которой были проведены исследования по репрессии фотосинтеза и белоксинтезирующей системы хлоропласта. Обнаружение световой зависимости репрессирующего действия 2дДГ в дальнейшем показало тесную кооперацию процессов метаболитной регуляции с фоторегуляцией биосинтеза хлоропласта.
Уже в 1982 г. в ходе ингибиторного анализа и хронологии событий, происходящих в хлоропласте, был сделан вывод о том, что регуляторное действие глюкозы осуществляется на уровне транскрипции хлоропластной ДНК[22]. Позднее эти выводы нашли полное подтверждение на примере транскрипции генов, кодирующих белки реакционного центра фотосистемы II. Получение регуляторных мутантов Chlorella vulgaris — сверхпродуцентов конечных продуктов фотосинтеза, а также мутантов цианобактерии Synechocystis sp. PCC 6803, устойчивых к 2дДГ [40,41], явилось новым современным подходом для изучения метаболитной регуляции, что позволило показать участие глюкозы в регуляции экспрессии генома хлоропласта и фотосинтеза на генетическом уровне.
Далее явления метаболитной регуляции фотосинтеза, изученные в модельных опытах с использованием неметаболизируемых аналогов глюкозы, удалось наблюдать в физиологических экспериментах при гипертрофированном накоплении ассимилятов в хлоропласте после заполнения пула запасных полисахаридов. Было показано, что переход фотосинтезирующих клеток к специализированным синтезам определяется действием сложной цепи генетически детерминированных событий и включает в себя процессы индуцированного синтеза и селективного протеолиза белков. Эти результаты (Г. Л. Клячко-Гурвич, Т. С. Рудова) легли в основу разработки управления направленностью биосинтезов микроводорослей и получения биомассы заданного состава с повышенным содержание углеводов, липидов или биологически активных соединений .
В ходе этих приоритетных исследований, проводимых большой группой учеников В. Е. Семененко (М. В. Зверева, Е. С. Купцова, Д. А. Лось, Л. А. Шитова, Н. В. Лебедева) в Москве (ИФР РАН) и в Пущине (ИОПБ РАН), была исследована регуляторная роль глюкозы в хлоропласте и установлено, что негативная метаболитная регуляция экспрессии генов фотосинтеза конечными продуктами фотосинтетического восстановления углерода является одним из важнейших эндогенных факторов, который, ограничивая функцию хлоропласта, играет ключевую роль в адаптивных реакциях фотосинтетического аппарата и его донорно-акцепторных взаимодействиях в клетке. Результаты этих исследований легли в основу Тимирязевской лекции, прочитанной В. Е. Семененко в 1984 г.
Одновременно с исследованием эндогенной регуляции фотосинтеза в случае избыточной активности фотосинтеза по сравнению с запросами клетки видное место в ряду интересов В. Е. Семененко занимала проблема проявления саморегуляции фотосинтеза при его ограничении недостатком углекислоты [51-62].
В исследовании этой проблемы В. Е. Семененко исходил из гипотезы о том, что низкая концентрация СО2 в современной атмосфере Земли является одним из глобальных факторов планетарного масштаба, который ограничивает фотосинтез микроводорослей и, по-видимому, всех С3-растений. В начале 70-х годов после открытия С4-фотосинтеза получила распространение точка зрения, что способность концентрировать СО2 в клетке является отличительной особенностью С4-растений, тогда как С3-растения не обладают этой способностью. В то время многие исследователи занимались судьбой углерода у С3-растений уже после его взаимодействия с РБФК, тогда как транспорт СО2 в клетку в лучшем случае отмечался в виде сопротивления диффузии СО2.
Тем не менее ряд таких фактов, как несоответствие между действительным сродством РБФК к СО2 и его расчетными концентрациями в строме, увеличение фотосинтетического сродства к СО2 при адаптации клеток к снижению уровня диоксида углерода в среде, способность микроводорослей расти в отсутствие СО2 на бикарбонатсодержащих средах, находились в противоречии с гипотезой о прямой диффузии СО2 к центрам карбоксилирования и показывали, что обеспечение субстратом темновых реакций фотосинтеза находится под генетическим контролем клетки [33,63,64].
В связи с этим в середине 70-х годов В. Е. Семененко обращается к фундаментальной проблеме организации первичных процессов ассимиляции СО2, к которой он относит поглощение, трансмембранный перенос и внутриклеточное накопление неорганического углерода (Сн), а также концентрирование СО2 в зонах карбоксилирования. Эту проблему Виктор Ефимович начинает исследовать с изучения карбоангидразы у микроводорослей, считая, что существенная роль в первичных процессах ассимиляции Сн может принадлежать энзиматическим реакциям с участием этого, практически не изученного в то время в растениях, фермента [53,57-59,61].
Уже в первой работе в этом направлении, опубликованной им в 1977 г., впервые были выдвинуты и экспериментально обоснованы представления о существовании в фотосинтезирующих клетках карбоангидразной системы, включающей растворимые и мембранносвязанные формы фермента. Эти данные о существовании у микроводорослей семейства карбоангидраз и наличии среди них мембранных ферментов, значительно опередили научные поиски других исследователей [62].
Детальное же изучение организации карбоангидразной системы у различных таксономических групп микроводорослей, её физиологических и биохимических свойств, регуляции синтеза различных форм карбоангидразы, а также адаптивных перестроек их активности позволило В. Е. Семененко и его ученикам уже в 1981 г. представить модель оригинального СО2-концентрирующего механизма (СКМ) у микроводорослей, который инициировал обращение к этой проблеме многих исследователей59. Крупным достижением является открытие В. Е. Семененко и З. М. Рамазановым регуляторной роли оксигеназной функции РБФК/О в индукции СО2-зависимой формы карбоангидразы и в осуществлении регуляторных взаимодействий между фотосинтезом, фотодыханием и ядерным генетическим аппаратом растительной клетки в автооптимизации углеродного питания микроводорослей. В этих работах было показано, что глиоксилат — продукт фотодыхания — является индуктором синтеза карбоангидразы, участвующей в транспорте Сн в хлоропласте [55,59,65,66].

Могила Семененко на Николо-Архангельском кладбище Москвы.

К теоретической части работ принадлежит новая гипотеза Виктора Ефимовича о важной роли пиреноида, содержащего РБФК/О и карбоангидразу, в концентрировании, генерации и фиксации СО2 в хлоропласте. Исследования В. Е. Семененко, проведенные совместно с его женой и соратником М. Г. Владимировой, в которых впервые была показана локализация РБФК/О в пиреноидах, хорошо известны среди специалистов, занимающихся проблемой углеродного метаболизма [67-69].
Обнаружение в 1988 г. карбоангидразы в тилакоидной мембране и исследование кинетики фотохимических реакций хлоропласта в присутствии ингибиторов карбоангидразы и у СКМ-мутантов, показало прямое участие тилакоидной карбоангидразы в контроле активности цикла Калвина. Эти данные послужили серьёзным аргументом в пользу шунтирующего СКМ, суть которого сводится к переносу НСО3 в люмен и преобразованию его с помощью карбоангидразы в СО2, диффундирующего в строму по градиенту концентраций [51,52,54].
Модель этого механизма концентрирования, генерации и фиксации СО2 в хлоропласте у микроводорослей, учитывающая рН клеточных компартментов, селективные свойства мембран, внутриклеточную локализацию КА, РБФК и фотосистем проанализирована в специальных обзорах и статьях и признана современными исследователями фотосинтеза. Достоинством этой модели также является и то, что она индуцирует целый спектр новых направлений в исследованиях фотосинтеза, в частности интеграцию функций карбоангидразы в фотосинтезе с ролью её изоформ в процессах дыхания, фотолиза воды и выделения О2, обеспечивающих симметричность фотосинтетической и дыхательной функций семейства карбоангидраз в растительной клетке.
Полученные экспериментальные данные и сделанные на их основе обобщения позволили В. Е. Семененко и сотрудникам сформулировать концепцию о функциональной роли СКМ как целостной интегрированной системе, в которой решающую роль играют компартментация, селективные свойства мембран, градиент протона, локализация и топология КА и трансмембранного переноса Сн, Эта концепция расширяет представления о фотосинтетическом метаболизме.
1. Семененко В. Е. Труды Ботанического сада им. акад. Фомина., стр. 99-102 (Киевский Государственный Университет, 1952).
2. Семененко В. Е. Изучение механизма процессов переходных состояний фотосинтеза. стр. 1-30. 1962. Москва.
3. Семененко В. Е. Установка для изучения кинетики индукционного периода фотосинтеза с дифференциальным газоанализатором углекислоты на термисторах. Физиология растений 5(6), 561—568. 1958.
4. Семененко В. Е. и Владимирова М. Г. Влияние условий космического полета на корабле-спутнике на сохранение жизнеспособности культуры хлореллы. Физиология растений 8(6), 743—749. 1961.
5. Семененко В. Е. и Владимирова М. Г. Проблемы космической биологии. Н. М. Сисакян (ред.), стр. 190—203 (АН СССР, Москва, 1962).
6. Семененко В. Е. и Владимирова М. Г. Искусственные спутники земли., стр. 56-62 (АН СССР, Москва, 1962).
7. Иванов Е. А. и др. Биологический реактор. (Авторское свидетельство N 201137, 15.06.1967). БИ 17: 171—172, 1967.
8. Цоглин Л. Н., Семененко В. Е. и Поляков А. К. Теоретическое обоснование принципа автоматического конкурсного отбора продуктивных форм одноклеточных водорослей на основе математического моделирования динамики роста многокомпонентной популяции в проточной культуре. Биофизика 12(4), 704—714. 1967.
9. Цоглин Л. Н., Владимирова М. Г. и Семененко В. Е. Математическое и экспериментальное моделирование процесса автоселекции микроводорослей в условиях проточного культивирования. Физиология растений 17(6), 1129—1139. 1970.
10. Семененко В. Е. Фоторегуляция метаболизма и морфогенеза растений. стр. 135—157 (Наука, Москва, 1975).
11. Семененко В. Е., Владимирова М. Г. и Орлеанская О. Б. К физиологической характеристике Chlorella sp.K при высоких экстремальных температурах. I. Разобщающее действие экстремальных температур на клеточные функции хлореллы. Физиология растений 14(4), 612—625. 1967.
12. Семененко В. Е., Владимирова М. Г., Орлеанская О. Б., Райков Н. И. и Кованова Е. С. К физиологической характеристике Chlorella sp.K при высоких экстремальных температурах. II. Изменение биосинтеза, ультраструктуры и активности фотосинтетического аппарата хлореллы при разобщении клеточных функций экстремальной температурой. Физиология растений 16(2), 210—220. 1969.
13. Бочачер Ф. М., Неймарк В. М., Семененко В. Е. и Цоглин Л. Н. Установка для культивирования водорослей. АС 377030, 1973. Авторское свидетельство 1973. Заявка N1617441 27.01.1971. 1973.
14. Бочачер Ф. М., Борисенко О. Н., Отченашенко И. М., Семененко В. Е. и Цоглин Л. Н. Установка для турбидистатного культивирования микроорганизмов. Авторское свидетельство N 326874 22.10.1971.
15. Владимирова М. Г. и Семененко В. Е. Жизнь растений., стр. 367—376 (Просвещение, Москва,1977).
16. Цоглин Л. Н., Евстратов А. В. и Семененко В. Е. Применение микроводорослей для биосинтеза C-соединений. Физиология растений 26(1), 215—218. 1979.
17. Цоглин Л. Н., Аврамова С., Гебов А., Дилов Хр. и Семененко В. Е. Изучение О2-газообмена и оптимизация режима культивирования микровводорослей в открытых установках типа «Шетлик». Физиология растений 27(3), 644—652. 1980.
18. Семененко В. Е. и Афанасьева В. П. К изучению механизмов авторегуляции фотосинтеза. Обратимый 2-дезокси-Д-глюкозный эффект репрессии фотосинтетического аппарата клетки. Физиология растений 9(5), 1074—1081. 1972.
19. Семененко В. Е. Молекулярно-биологические аспекты эндогенной регуляции фотосинтеза. Физиология растений 25(5), 903—921. 1978.
20. Купцова Е. С. и Семененко В. Е. Светозависимость репрессирующего действия аналогов глюкозы в хлоропласте. Физиология растений 28(4), 743—748. 1981.
21. Semenenko V.E. Photosynthesis V. Proceeding of the fifth international congress on photosynthesis. G. Akoyunoglou (ed.), стр. 767—776 (BIS Services, Philadelphia, 1981).
22. Семененко В. Е. Физиология фотосинтеза. А. А. Ничипорович (ред.), стр. 164—187 (Наука, Москва, 1982).
23. Цоглин Л. Н. и Семененко В. Е. Материалы Х Всесоюзного совещания, Канев, стр. 294—303 (Наукова Думка, Киев, 1979).
24. Цоглин Л. Н., Владимирова М. Г. и Семененко В. Е. Материалы научного симпозиума XI научно-координационного совещания по теме I-184 СЭВ., стр. 22-36 (Издательство ЛГУ, Ленинград, 1976).
25. Семененко В. Е. с соавт. Управляемый биосинтез. стр. 75-86 (Наука, Москва, 1966).
26. Цоглин Л. Н., Семененко В. Е., Бочачер Ф. М. и Филипповский Ю. Н. Управляемый биосинтез. стр. 324—330 (Наука, Москва,1966).
27. Климова Л. А., Рощина В. В., Зверева М. Г. и Семененко В. Е. XI Всесоюзн. рабочее совещание по вопросу круговорота веществ в замкнутых системах. стр. 50-56 (Наукова Думка, Киев,1983).
28. Зверева М. Г., Климова Л. А. и Семененко В. Е. Репрессия синтеза рРНК и нарушение активности фотохимических систем хлоропласта при действии 2-дезокси-Д-глюкозы и гипертрафированном накоплении ассимилятов в клетках хлореллы. Физиология растений 27(6), 1218—1228. 1980.
29. Семененко В. Е. с соавт. Роль низших организмов в круговороте веществ в замкнутых экологических системах (Материалы Х Всесоюзного совещания, Канев, 1979), стр. 313—320 (Наукова Думка, Киев, 1979).
30. Зверева М. Г., Шубин Л. М., Климова Л. А. и Семененко В. Е. Обратимое изменение спектров низкотемпературной флуоресценции интактных клеток Сhlorella, вызываемое репрессией фотосинтетического аппарата 2-дезокси-D-глюкозой. ДАН СССР 244(1244), 1247. 1979.
31. Семененко В. Е. и Зверева М. Г. Сравнительное изучение перестройки в направленности фотобиосинтеза у двух штаммов хлореллы при разобщении клеточных функций экстремальной температурой. Физиология растений 19(2), 229—237. 1972.
32. Семененко В. Е., Шитова Л. А., Рудова Т. С. и Пронина Н. А. Регуляторные 2-дезокси-Д-глюкоза-резистентные мутанты Chlorella vulgaris с нарушенной системой негативной метаболитной регуляции экспрессии генома хлоропласта конечными продуктами фотосинтеза. Физиология растений 39(6), 1135—1145. 1992.
33. Семененко В. Е., Касаткина Т. И. и Рудова Т. С. Обратимое подавление синтеза белка фракции I под влиянием 2-дезокси-Д-глюкозы. Физиология растений 23(6), 1225—1231. 1976.
34. Купцова Е. С. и Семененко В. Е. Зависимость репрессирующего действия аналогов глюкозы в хлоропласте от спектрального состава света. Физиология растений 33(4), 699—708. 1986.
35. Купцова Е. С. и Семененко В. Е. О взаимосвязи между структурой аналогов глюкозы и их репрессирующим действием в хлоропласте. Физиология растений 30(5), 1006—1014. 1983.
36. Семененко В. Е. Фотосинтез и продукционный процесс. стр. 69-81 (Наука, Москва, 1988).
37. Semenenko V.E. TIT Symposium Microalgal Biotechnology: Basics and Applications. pp. 1-8 Osaka, Japan, 1996).
38. Шитова Л. А., Мещеряков А. Б. и Семененко В. Е. Регуляторные мутанты Chlorella c нарушенной системой транспорта экзогенной глюкозы в клетку. Физиология растений 41(2), 223—226. 1994.
39. Семененко В. Е. и Шитова Л. А. Способ отбора регуляторных мутантов фотосинтезирующих микроводорослей и штамм водоросли Chlorella sp. — продуцент углеводов. Авторское свидетельство N1654337, 8 февраля 1991 г.
40. Лебедева Н. В. и Семененко В. Е. Регуляция фотосинтеза глюкозой и её стереохимическим аналогом у цианобактерии Synechocystis sp. PCC 6803. Физиология растений 47(5), 662—667. 2000.
41. Lebedeva N.V. and Semenenko V.E. Research in Photosynthesis. Murata N. (ed.), pp. 457—460 (Kluwer Academic Publishers, Dordrecht, The Netherlands,1992).
42. Юрьева М. И., Клячко-Гурвич Г. Л., Семененко В. Е. и Темных А. А. Способ получения биомассы одноклеточной водоросли порфиридиум, обогащенной эйкозопентаеновой и арахидоновой кислотой. Авторское свидетельство N1609827, 1 августа 1990 г.
43. Рамазанов З. М., Клячко-Гурвич Г. Л., Ксенофонтов А. Л. и Семененко В. Е. Влияние субоптимальной температуры на содержание бета-каротина и липидов у галофильной водоросли Dunaliella salina. Физиология растений 35(5), 864—872. 1988.
44. Клячко-Гурвич Г. Л., Таутс М. И. и Семененко В. Е. Микроорганизмы в искусственных экосистемах. стр. 53-61 (Наука, Новосибирск, 1985).
45. Клячко-Гурвич Г. Л., Семенова А. Н. и Семененко В. Е. Липидный обмен хлоропластов при адаптации клеток хлореллы к снижению освещенности. Физиология растений 27(2), 370—379. 1980.
46. Клячко-Гурвич Г. Л., Рудова Т. С., Кованова Е. С. и Семененко В. Е. Влияние имидазола на обмен жирных кислот при восстановлении клеток хлореллы после азотного голодания. Физиология растений 20(3), 326—331. 1973.
47. Клячко-Гурвич Г. Л. и Семененко В. Е. Биология автотрофных микроорганизмов. стр. 154—159 (Издательство МГУ, Москва, 1966).
48. Клячко-Гурвич Г. Л. и Семененко В. Е. Некоторые физиолого-биохимические аспекты направленного получения ценных метаболитов и веществ в условиях интенсивной культуры водорослей. (Изучение интенсивной культуры водорослей). Прага. Доклады III координационного совещания СЭВ. стр. 143—151. 1965.
49. Семененко В. Е., Рамазанов З. М., Рудова Т. С. и Абдуллаев А. А. Способ культивирования микроводоросли Dunaliella salina. Авторское свидетельство N1513911, 08.06.1989. заявка 4334568, приоритет от 27.11.1987.
50. Семененко В. Е. и Рудова Т. С. Влияние циклогексимида на процесс перестройки биосинтеза клеток хлореллы, вызываемый азотным голоданием. Физиология растений 22(5), 958—965. 1975.
51. Фурнаджиева С., Пронина Н. А., Андреева Р., Петков Г. и Семененко В. Е. Участие карбоангидразы в ассимиляции бикарбонатоного иона клетками хлореллы и сценедесмуса. Физиология растений 37(1), 22-30. 2001.
52. Пронина Н. А., Жила Н. М. и Семененко В. Е. Две формы карбоангидразы в клетках Dunaliella salina; выделение и свойства. Физиология растений 46(1), 62-68. 1999.
53. Пронина Н. А. и Семененко В. Е. Молекулярная и клеточная организация СО2 концентрирующих механизмов в фотоавтотрофных клетках микроводорослей. Algologia 1(2), 80-92. 1991.
54. Пронина Н. А. и Семененко В. Е. Локализация связанной карбоангидразы в мембранах клеток хлореллы. Физиология растений 35(1), 51-61. 1988.
55. Рамазанов З. М., Пронина,Н. А. и Семененко,В. Е. О кислородной зависимости индукции синтеза CO2 -зависимой растворимой формы карбоангидразы в клетках хлореллы. Физиология растений 31(3), 448—455. 1984.
56. Касаткина Т. И., Пронина Н. А. и Семененко В. Е. Количественное выделение, фракционирование и характеристика рибулозо-1,5-биофосфаткарбоксилазы клеток Chlorella. Физиология растений 31(1), 130—140. 1984.
57. Аврамова С, Пронина Н. А., Семененко В. Е., Георгиев Д. и Пешева И. С. Карбоангидразная активность и усвоение бикарбонатного иона клеток Chlorella и Scenedesmus. Hidrobiologija 20, 8-15. 1984.
58. Пронина Н. А. и Семененко В. Е. Локализация мембраносвязанной и растворимой форм карбоангидразы в клетках хлореллы. Физиология растений 31(2), 241—251. 1984.
59. Пронина Н. А., Рамазанов З. М. и Семененко В. Е. Зависимость карбоангидразной активности клеток Chlorella от концентрации CO2. Физиология растений 28(3), 494—502. 1981.
60. Пронина Н. А., Аврамова С., Георгиев Д. и Семененко В. Е. Динамика карбоангидразной активности Chlorella и Scenedesmus при адаптации клеток к свету высокой интенсивности и низкой концентрации CO2. Физиология растений 28(1), 43-52. 1981.
61. Семененко В. Е., Аврамова С., Георгиев Д. и Пронина Н. А. О световой зависимости карбоангидразной активности клеток Chlorella и Scenedesmus. Физиология растений 26(5), 1069. 1979.
62. Семененко В. Е., Аврамова С., Георгиев Д. и Пронина Н. А. Сравнительное изучение активности и локализации карбоангидразы в клетках Chlorella и Scenedesmus. Физиология растений 24(5), 1055—1059. 1977.
63. Касаткина Т. И., Веденеев А. Н. и Семененко В. Е. Микроорганизмы в искусственных экосистемах. стр. 97-102 (Наука, Новосибирск, 1985).
64. Касаткина Т. И., Тихоновская Н. Г., Владимирова М. Г., Володарский А. Д. и Семененко В. Е. Изучение антигенной структуры двух штаммов хлореллы с различными физиолого-биохимическими свойствами. Физиология растений 21(4), 752—755. 1974.
65. Рамазанов З. М. и Семененко В. Е. Зависимость содержания СО2-зависимой формы карбоангидразы от интенсивности света и фотосинтеза. Физиология растений 35(3), 438—443. 1988.
66. Рамазанов З. М. и Семененко В. Е. Об участии продуктов фотодыхания в индукции CO2-зависимой формы карбоангидразы. Физиология растений 33, 864—872. 1986.
67. Маркелова А. Г., Владимирова М. Г. и Семененко В. Е. Ультраструктурная локализация РБФК в клетках водорослей. Физиология растений 37(5), 907—911. 1990.
68. Маркелова А. Г., Шапигузов Ю. М., Владимирова М. Г. и Семененко В. Е. Микроорганизмы в искусственных экосистемах. стр. 35-41. (Наука, Новосибирск, 1985).
69. Владимирова М. Г., Маркелова А. Г. и Семененко В. Е. Выявление локализации рибулозобисфосфаткарбоксилазы в пиреноидах одноклеточных водорослей цитоиммунофлуоресцентным методом. Физиология растений 29(5), 941—950. 1982.

## Награды
- Государственная премия СССР в области науки и техники (в составе группы, за 1988 год) — за цикл работ по биологии и биотехнологии фотосинтезирующих организмов (1965—1986)
- Премия имени К. А. Тимирязева (совместно с Н. А. Прониной, за 1998 год) — за серию работ «Молекулярная и клеточная организация СО2 — концентрирующих механизмов при фотосинтезе микроводорослей»